# 清水宏 (俳優)
清水 宏（しみず ひろし、1948年2月11日 - ）は、日本の俳優。山口県出身。夢工房所属。

## 人物
同郷の松田優作との共演作品が多く、1979年のテレビドラマ『探偵物語』（NTV系）で演じた映画好きの古物商・飯塚役などで知られる。

## 出演

### 映画
- 最も危険な遊戯（1978年）[1]
- 殺人遊戯（1978年）
- 処刑遊戯（1979年）
- 1941（1979年）
- 戦争の犬たち（1980年） - 李
- 野獣死すべし（1980年） - 銀行ガードマン
- 月光仮面（1981年） - ウィター・ション
- レイプハンター 狙われた女（1980年）
- 十階のモスキート（1983年）
- 探偵物語（1983年） - 黒背広の男B
- 人魚伝説（1984年）
- コミック雑誌なんかいらない!（1986年）
- 青春かけおち篇（1987年）
- 死霊の罠（1988年）
- われに撃つ用意あり（1990年）
- 昭和鉄風伝 日本海（1991年） - 神竜会若頭・松井武
- ワールド・アパートメント・ホラー（1991年）
- 超高層ハンティング（1991年）
- ミンボーの女（1992年） - 花岡の子分
- マークスの山（1995年）
- 弾丸ランナー（1996年）
- ポストマン・ブルース（1997年） - 土門泰三
- らせん（1998年） - 警官
- アンラッキー・モンキー（1998年） - 村田組組員・釜田
- ラストシーン（2002年） - 照明技師・井草
- 姐御（2003年） - 土井
- OKITE やくざの詩（2003年）
- デビルマン（2004年）
- 極道の妻たち 情炎（2005年） - 菅沼組幹部
- 猫目小僧（2006年）
- 転生（2006年）
- はやぶさ/HAYABUSA（2011年） - 高知 漁連会長 島田
- 麻雀覇道伝説 天牌外伝2（2018年） - 組長

### テレビドラマ
- 俺たちの勲章（1975年）
  - 第1話「射殺」
  - 第18話「狂乱のロック」 - 沢村
- 大都会-闘いの日々- (1976年)
  - 第23話「山谷ブルース」-南友会組員
- 太陽にほえろ!
  - 第96話「ボスひとり行く」（1974年） - 三田村鉄工工員 ※ノンクレジット
  - 第199話「女相続人」（1976年） - 「トムソン」店員（カウンター担当）
  - 第228話「目撃者」（1976年） - 「サボテン」バーテンダー
  - 第616話「カエルの子」（1984年） - 野田秀夫
- 大河ドラマ
  - 花神（1977年） - 三好軍太郎
  - 山河燃ゆ（1984年） - 田中一等水兵
  - 義経 第30話「忍び寄る魔の手」（2005年） - 不動
- いろはの"い" 第31話「協力者」（1977年） - 南松男
- 海は甦える（1977年） - 伝令
- 大都会 PARTII 第18話「暁の兇弾」（1977年） - 井上
- 華麗なる刑事 第26話「弟よ…」（1977年） - 誘拐犯一味
- 大空港 第28話「復讐のダイナマイト」（1979年） - 中沢孝
- 探偵物語（1979年 - 1980年） - 飯塚
- 西部警察シリーズ
  - 西部警察
    - 第26話「友情の捜査線」（1980年） - 赤沢英二
    - 第41話「バニング・レディ」（1980年） - 大島
    - 第84話「危険な女」（1981年） - 野村
    - 第102話「兇銃44オート・マグ」（1981年） - 石山明夫
    - 第106話「午前11時、爆破!」（1981年） - 落合武
    - 第124話「-木暮課長-不死鳥の如く・今」（1982年） - 吉松郁郎（リキの情報屋）

  - 西部警察 PART-II
    - 第4話「殺しのキーワード」（1982年） - 赤沢四郎
    - 第16話「追撃」（1982年） - 覚せい剤中毒の男
    - 第27話「傷だらけの天使」（1982年） - 安田（針尾組幹部）
    - 第36話「八丈島から来た刑事」（1983年） - 太刀川の部下

  - 西部警察 PART-III
    - 第3話「暴走! 幻のシルクロード」（1983年） - ヘロイン組織構成員（赤ネクタイ）
    - 第51話「ターゲット・X -鳩村、絶体絶命!-」（1984年） - 暗殺訓練所幹部（No.3）
    - 第67話「真夜中のゲーム」（1984年） - 宮坂（バーテンダー）
- 大激闘マッドポリス'80 第8話「破壊」（1980年）
- 特捜最前線 第202話「包帯をした銀行ギャング!」（1981年）
- 走れ! 熱血刑事 第26話「追撃・マニラコネクション」（1981年） - 麻薬バイヤー(茶ネクタイ)
- プロハンター（1981年）
  - 第3話「逃亡遊戯」
  - 第14話「殺しは別れの挨拶」
- ザ・ハングマンシリーズ
  - ザ・ハングマン 第27話「人質は糖尿病救急ネズミ作戦」（1981年） - 黄桜義侠団構成員
  - ザ・ハングマン4 第25話「痛快ダブルハンギング!! さようならありがたや節!!」（1985年） - 富国新風会構成員
  - ザ・ハングマンV 第20話「決死のデートが逃がし屋に裂かれる!」（1986年） - 園山（工藤の部下）
  - ザ・ハングマン6 第11話「トリック写真に殺人者を現像!」（1987年） - 松岡の部下
- ひまわりの歌 第1話「ミステリーな僕の生れ」（1981年）
- おてんば宇宙人 第4話「クリスタルでダウン!」（1981年）
- 同心暁蘭之介 第43話「小さな恋人」（1982年）
- Gメン'82 第8話「ジングルベルに踊る死体」（1982年） - 岡島辰夫
- 火曜サスペンス劇場
  - 孤独な狩人（1982年）
  - 女子高生への鎮魂歌（1983年）
  - 真夜中に微笑む女（1990年）
  - 松本清張スペシャル・微笑の儀式（1995年） - 谷沢
  - 弁護士・朝日岳之助 第13作（1999年1月26日） - 溝口恒夫
- 水曜時代劇→金曜時代劇
  - 御宿かわせみ 第2シリーズ 第13話「源三郎の恋」（1983年） - 妙玄※真野響子版
  - 御宿かわせみ 第3章 第4話（2005年）
- 暴れ九庵 第7話「はきだめの福」（1984年） - 玄二
- 誇りの報酬 第14話「萩原刑事が撃たれた」（1986年） - 古沢ヒサシ
- セーラー服反逆同盟 第5話「学園幽霊現わる!」（1986年） - 雲野
- あぶない刑事シリーズ
  - あぶない刑事 第5話「襲撃」（1986年） - 島崎徳次
  - もっとあぶない刑事 第25話「一気」（1989年） - 黒木
- ベイシティ刑事 第7話「二人が走れば死体があがる!」（1987年）
- 六本木ダンディーおみやさん 第10話「警官が盗難被害届を出した連続強盗事件」（1987年） - 派出所巡査
- ドラマ人間模様 / 花へんろ 風の昭和日記 第三章（1988年）
- あきれた刑事 第20話「あやしい香港マフィア」（1988年） - 鍋島組・通訳
- NEWジャングル 第6話「死ぬな浩平」（1988年）
- 男と女のミステリー→金曜エンタテイメント
  - 飢餓海峡 青函連絡船転覆事故に隠された放火殺人の謎!（1988年） - 沼田八郎
  - 松本清張三回忌特別企画・草の陰刻（1994年）
- 土曜ワイド劇場
  - 実年素人探偵とおんな秘書の名推理 第3作「北海道湯けむりツアー殺人事件」（1988年）
  - 広域捜査官楠錬三郎 北へ南へ（2000年）
  - 車椅子の弁護士・水島威 第8作（2001年）
  - 検事・朝日奈耀子 第4作（2006年） - 矢島修治
- 勝手にしやがれヘイ!ブラザー 第13話（1990年） - 秋島の相棒
- 八百八町夢日記 第1シリーズ 第15話「若同心よ胸で泣け」（1990年）
- 花燃える日日-野望の国・第二部-（1990年）
- 幕府お耳役檜十三郎 第7話「秘密を盗んだ女」（1991年）
- B級ホラーWARASHI! 第23話「画霊・夜歩く美女」（1991年）
- 世にも奇妙な物語 第2シリーズ 「神様」（1991年）
- 裏刑事-URADEKA- 第7話「30億の誘拐! 消えた女友達」（1992年）
- 刑事貴族3 第6話「汚れた顔の天使」（1992年）
- 俺たちルーキーコップ 第10話「大奮闘」（1992年、TBS）
- この世の果て 第11話「愛する者の死」（1994年）
- 代紋 〈エンブレム〉（1994年）
- 水曜劇場
  - 若者のすべて（1994年）
  - ギフト 第5話「過去に会った女に届ける」（1997年）
  - タブロイド 第4話「美人記者が人質に!」（1998年）
- 連続テレビ小説 / ひまわり（1996年）
- 刑事追う! 第15話「第一容疑者」（1996年）
- 踊る大捜査線シリーズ - 下出
  - 踊る大捜査線 第1話「サラリーマン刑事と最初の難事件」（1997年）
  - 湾岸署婦警物語 初夏の交通安全スペシャル（1998年）
- はみだし刑事情熱系
  - PART2 第8話「バスジャック! 恐怖の7時間 家族の絆」（1997年） - 宮内貞和
  - PART3 第15話「復讐の警官殺人魔! 妻が残した涙の手紙」（1999年） - 奥田克彦警部補(渋谷東署)
- 花王 愛の劇場 / 天までとどけ7（1998年）
- 木曜劇場 / お仕事です!（1998年）
- ナニワ金融道 パート5 （2000年9月25日） - 風俗店経営者
- ルーキー! 第7話「爆弾魔が警察署ジャック!?」（2001年）
- 御家人斬九郎 第5シリーズ 第8話「乱調麻佐女」（2001年）
- 女と愛とミステリー / 黄金の犬（2001年）
- 土曜ドラマ / リモート 第5話「強盗団潜入・捜査に心は必要ない? 初めての裏切り」（2002年）
- 伝説のマダム 第7話「極道と年下の花嫁」（2003年）
- ダムド・ファイル シーズンI 第2話「伊勢神トンネル足助町」（2003年）
- 3年B組金八先生 第7シリーズ 第8話（2004年） - 京島興業組長
- 佐藤四姉妹（2005年、BS-i）
- 刑事7人 シーズン4 最終話「嘘つき女現る!! 20世紀最後の未解決事件」（2018年9月12日） - 広岡健一 役[2]

### Vシネマ
- 麻雀狂騒曲 10年はやいぜ!（1992年）
- 修羅の雀士 ナルミ（1993年）
- 雀鬼2 白刃を背に（1993年）
- 女囚処刑人マリア（1994年）
- BE-BOP-HIGHSCHOOL 2 青春野郎白昼夢（1996年）
- 凶銃・戻り道はない（1997年）- 五味雅之
- レイプ商人（1997年）
- 監禁逃亡 地獄に咲いた女（1999年）
- 無間地獄 凶悪金融道2（2003年）
- 玄海組血風録 流血の代紋（2003年）- 大賀清正の腹心
- 実録・なにわ女侠伝（2003年）
- 実録・九州やくざ抗争史 小倉戦争（2007年）全2作 - 金嬉老
- 実録・大日本菊水会 双龍伝（2007年） - 刑事
- ビジネスマン必勝講座 ヤクザに学ぶ経済戦術（2007年）実例2「関東広域系三次団体S組長の交渉戦術」 - 院長
- 実録・広島やくざ戦争外伝 義兄弟（2008年） - 山村勝男
- 新・鯨道 侠魂 完結編（2009年）
- やくざの憲法 赤字破門（2011年）
- 修羅の掟（2012年） - 吉蝶会会長
- 獅子の叫び（2012年） - 龍神会三代目会長 熊田正則
- サムライ（2012年） - 沢江
- 首領の道8（2013年）- 秤屋一家総長
- 修羅の代償（2013年） - 若頭
- 極道の紋章 完結編（2013年） - 山形 蔵王会会長 三浦和正
- 分裂（2013年） - 三河組舎弟頭 楠木彰二
- 日本やくざ抗争史 絶縁 第二章（2014年） - 浪越会会長 鬼頭晴海
- 日本統一 シリーズ
  - 日本統一6・7（2014年） - 大阪 小桜一家会長 中村哲夫
  - 日本統一12（2015年） - 東北神農会 青森 六代目菖蒲川一家総長 野宮祥裕
- 西日本最大の抗争（2014年） - 花房組若頭 中丸龍文
- 三代目代行2（2014年） - 林葉組組長 金原小竜
- 修羅の伝承 荒ぶる凶犬（2014年）
- 日本やくざ抗争史 西成抗争（2014年）飛桜会会長 谷山
- 関東極道連合会 第一章 - 第三章（2014年 - 2015年） - 真田
- 新・極道の紋章4・5（2015年） - バーテンダー
- 新宿黒社会 新宿やくざVSチャイニーズマフィア（2015年） - チャイニーズマフィア大我 幹部 林(リン)
- 極道天下布武 第一幕（2017年） - 今西組若頭 大原雪斎
- 極道の紋章レジェンド15（2023年）

### 舞台
- TOKAI RADIO PRODUCE 舞台『十二人の怒れる男』（2025年8月8日 - 11日〈予定〉、千種文化小劇場） - 陪審員10号 役[3]
- ゾンビフェス THE END OF SUMMER 2025（2025年10月16日〈予定〉、CBGKシブゲキ!!）[4]

### CM
- メットライフアリコ（2011年） - 板前板長